# وس آنسلد
وس آنسلد (انگلیسی: Wes Unseld; زادهٔ ۱۴ مارس ۱۹۴۶ – درگذشتهٔ ۲ ژوئن ۲۰۲۰) بازیکن بسکتبال و مربی اهل ایالات متحده آمریکا بود. وی تمامی طول حیات حرفه‌ای خود در اتحادیه ملی بسکتبال را در تیم واشینگتن ویزاردز سپری کرد.

وی برندهٔ جوایزی همچون جایزه باارزش‌ترین بازیکن مرحله نهایی ان‌بی‌ای بیل راسل، جایزه باارزش‌ترین بازیکن ان‌بی‌ای، جایزه سال بهترین تازه‌کار ان‌بی‌ای، و تیم آل-ان‌بی‌ای شده‌است. آنسلد در سال ۱۹۸۸ به عضویت تالار مشاهیر بسکتبال درآمد.

وی در مسابقات کشوری و بین‌المللی در مجموع برندهٔ ۲ مدال طلا شده‌است.

## درگذشت
در ۲ ژوئن ۲۰۲۰، خانواده آنسلد اعلام کرد که وی در پی یک نبرد طولانی برای بازیافتن سلامتی‌اش از جمله ابتلاء اخیرش به ذات الریه درگذشت.